# Cordylanthus ramosus
Cordylanthus ramosus är en snyltrotsväxtart som beskrevs av Thomas Nuttall och Benth. Cordylanthus ramosus ingår i släktet Cordylanthus och familjen snyltrotsväxter. Inga underarter finns listade i Catalogue of Life.

## Bildgalleri

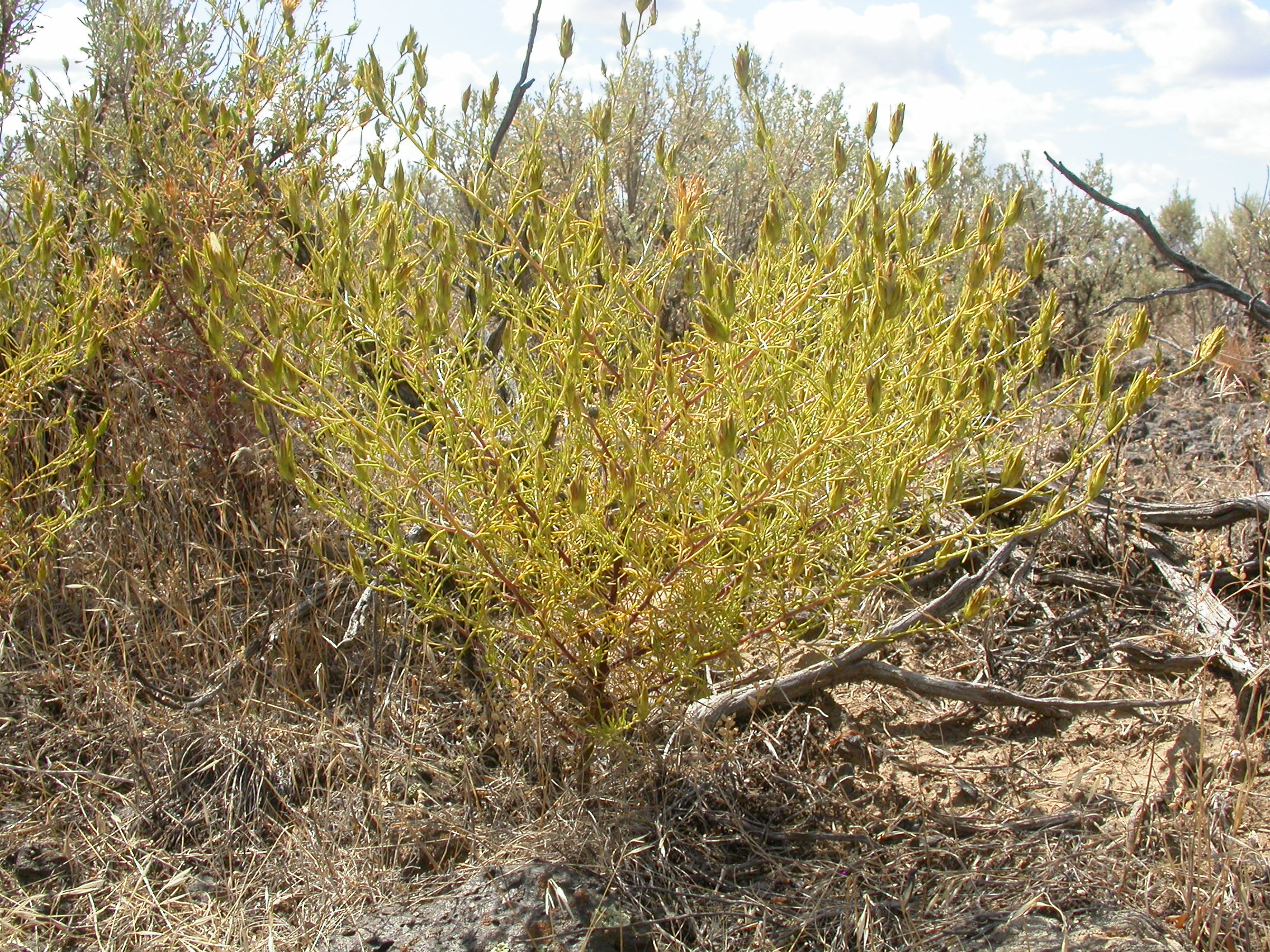
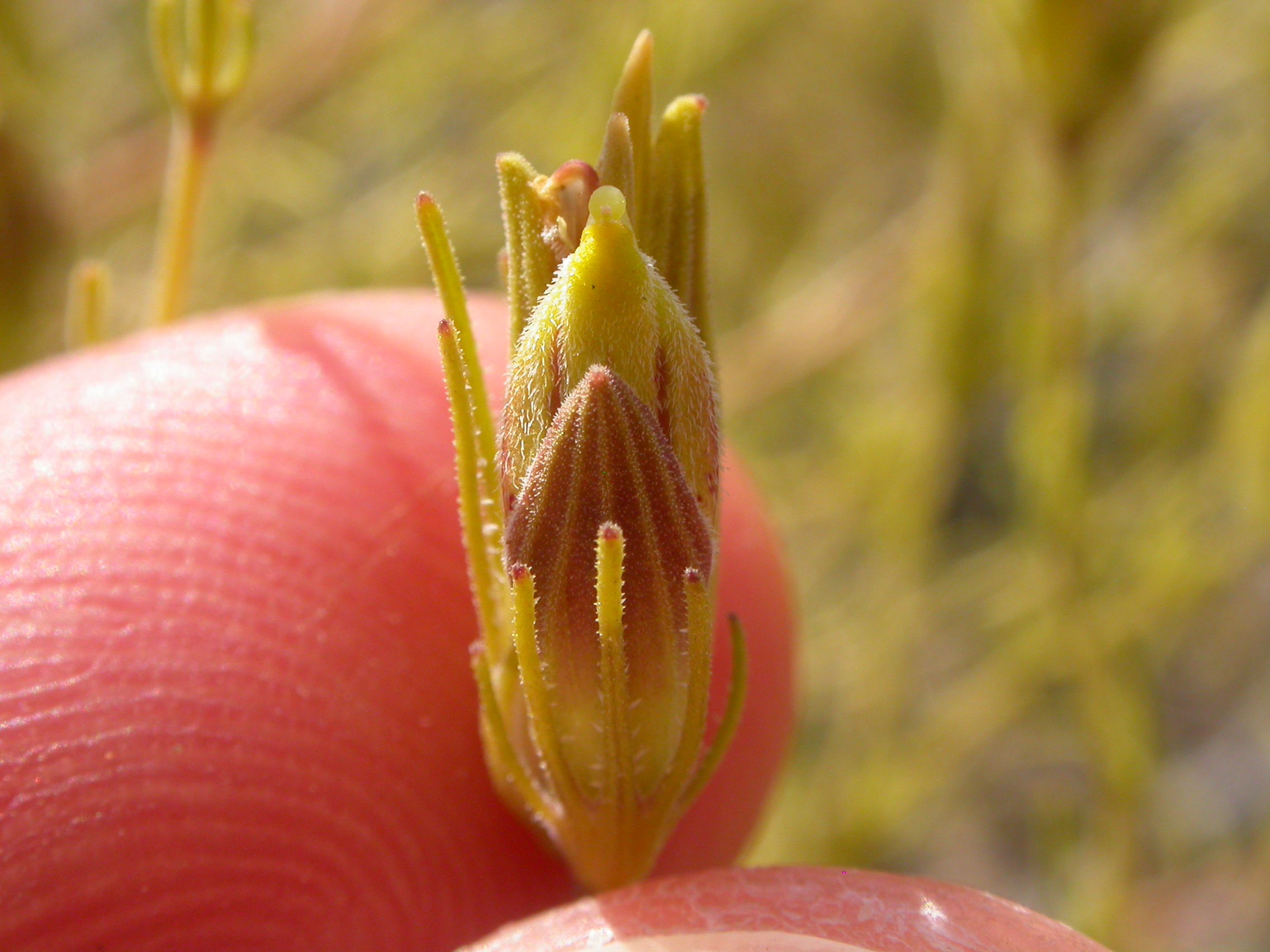
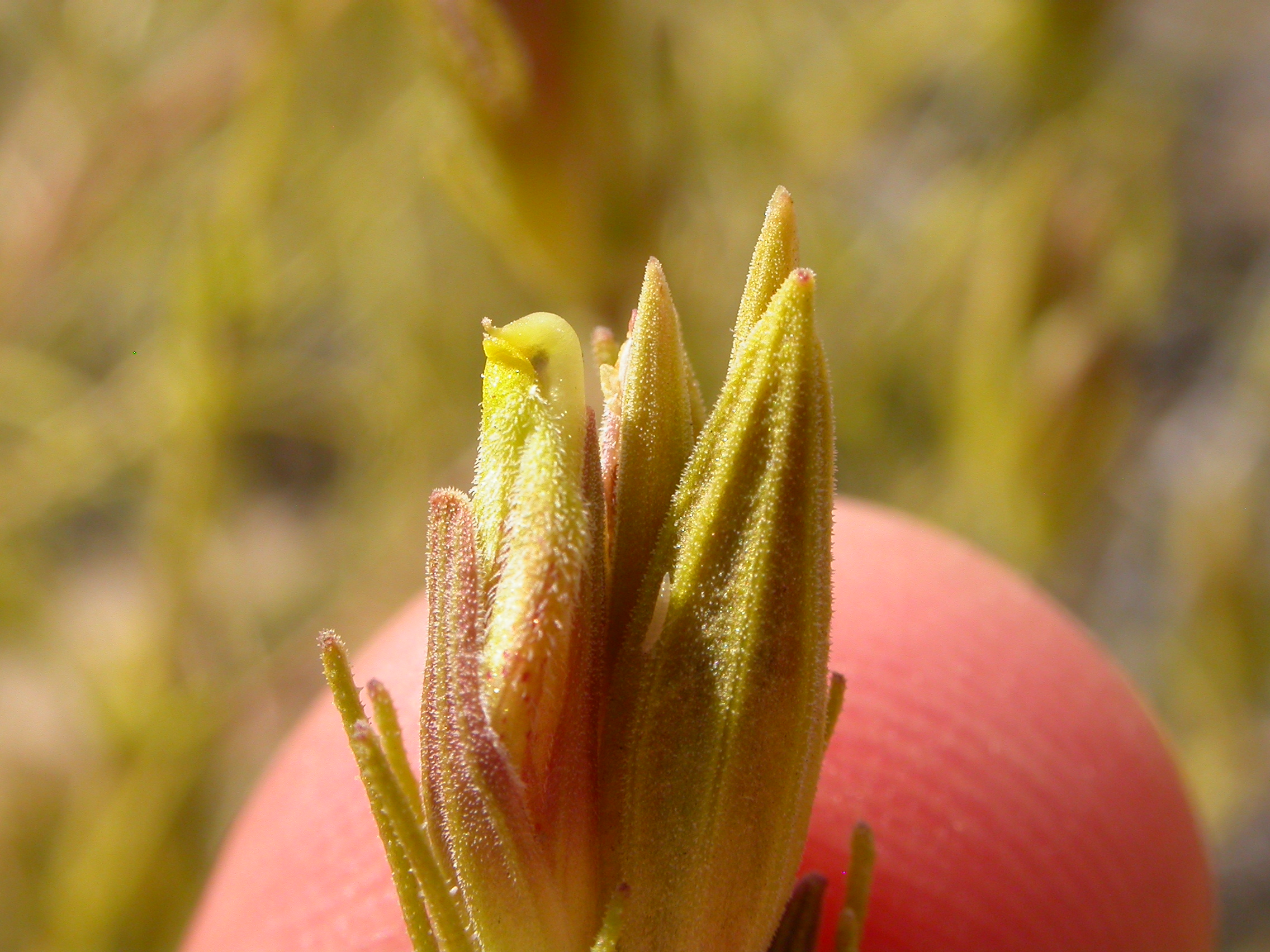
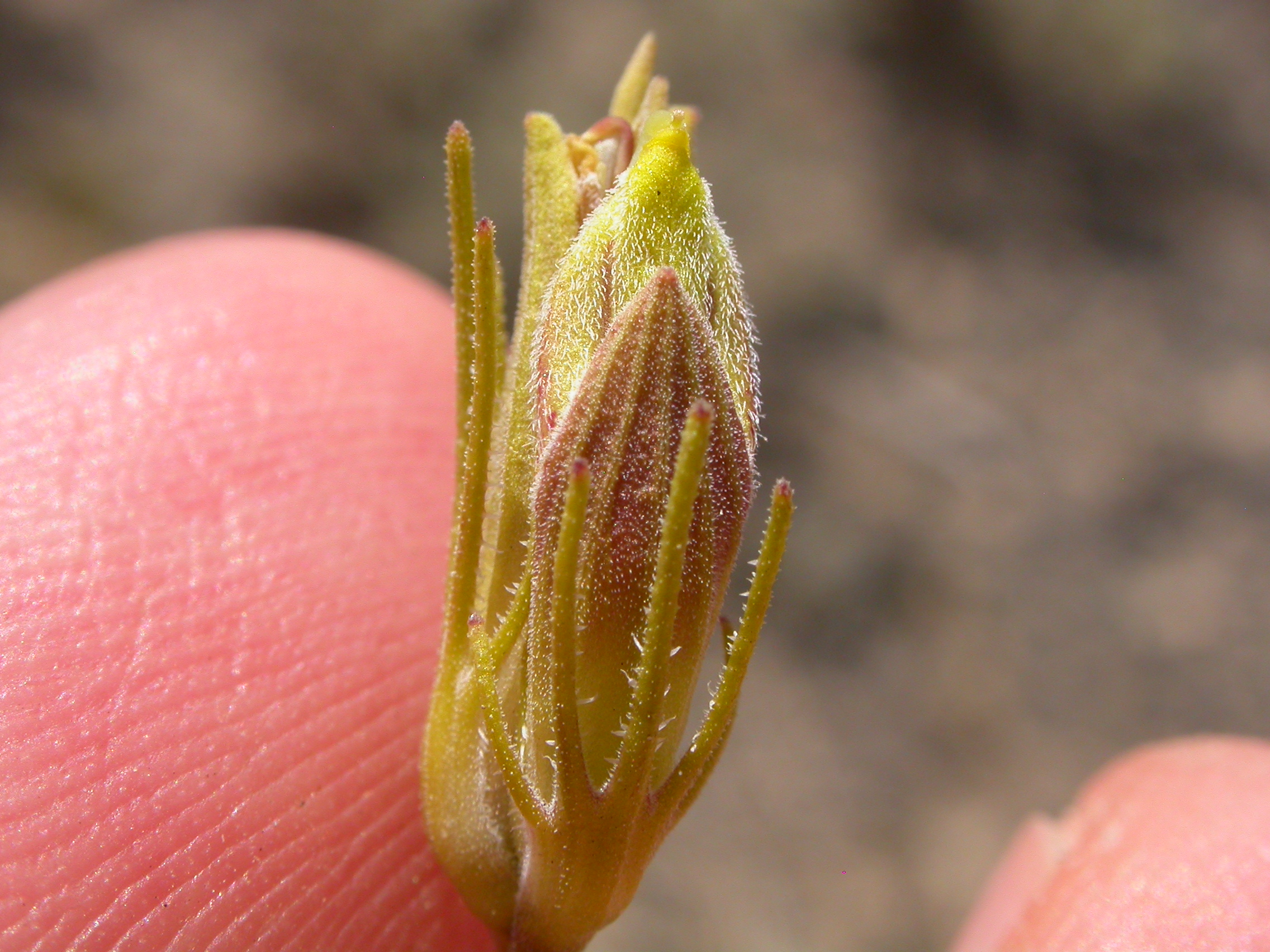
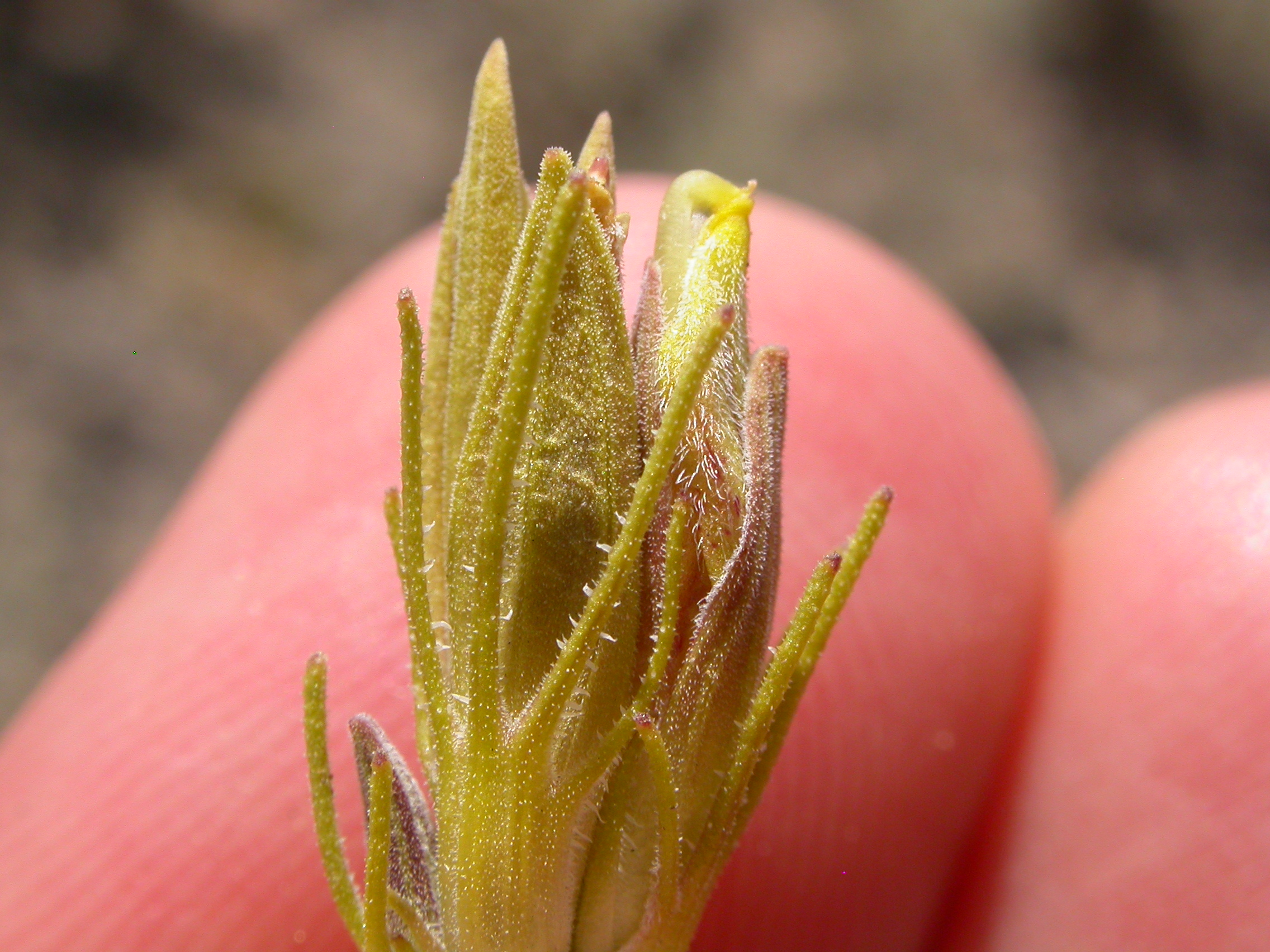
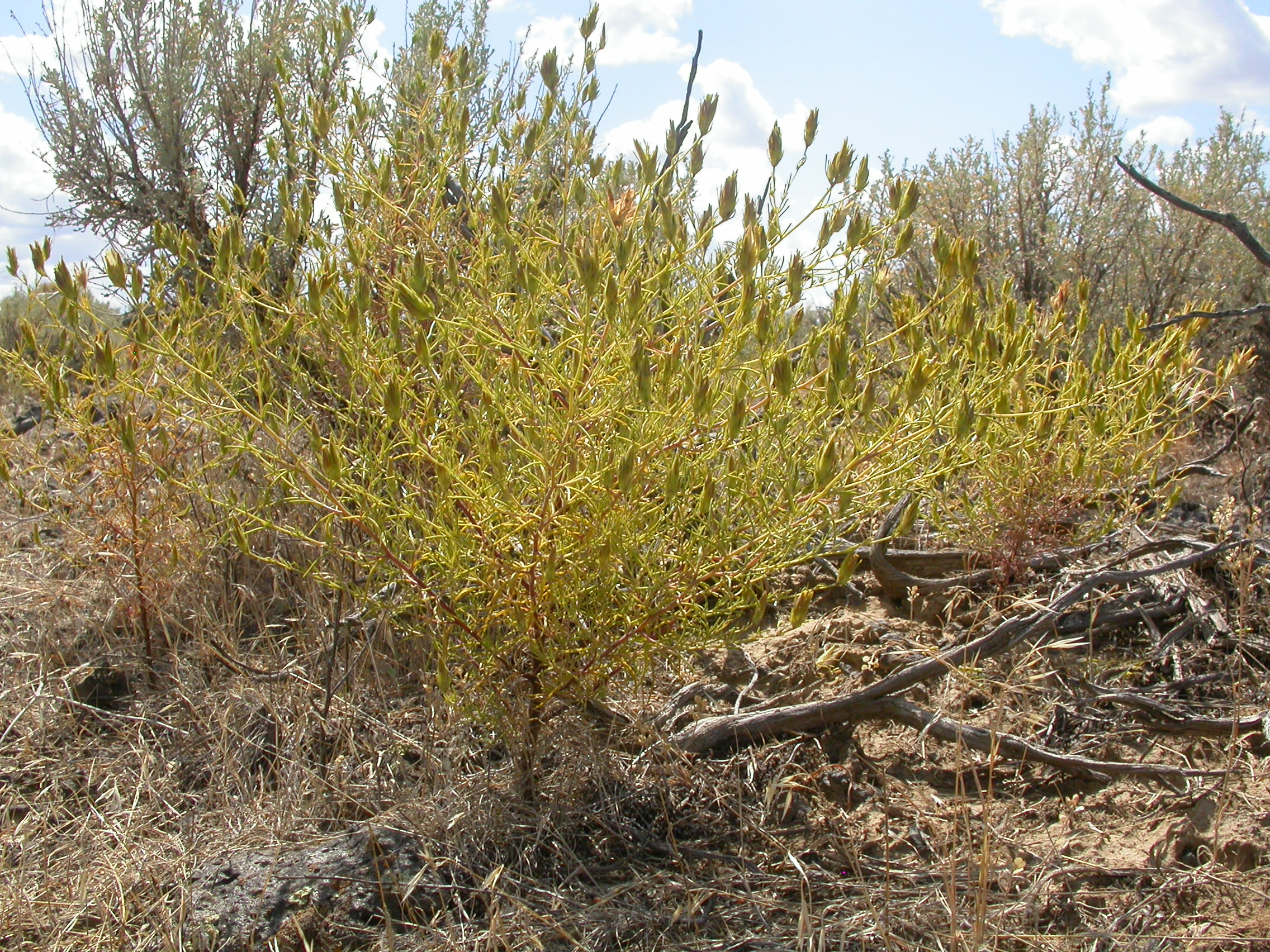